# Gaîté parisienne
Gaîté parisienne est un ballet de Manuel Rosenthal d'après la musique de Jacques Offenbach et sur une chorégraphie de Léonide Massine. Décors de Étienne de Beaumont, costumes de Barbara Karinska, la première eut lieu le 5 avril 1938 par les Ballets russes de Monte-Carlo.

## Historique
Léonide Massine a d'abord demandé à Roger Désormière de faire les orchestrations, mais celui-ci étant occupé sur d'autres projets a chargé Manuel Rosenthal de s'en occuper. Massine et Nadia Boulanger ont sélectionnés les thèmes les plus aptes à la danse parmi les œuvres d'Offenbach. Massine étant sceptique sur le résultat, Igor Stravinsky a regardé les partitions faites par Rosenthal pour confirmer l'œuvre. Efrem Kurtz était le chef d'orchestre lors de la première. Les principaux rôles des danseuses étaient Nina Tarakanova, Eugenia Delarova et Jeannette Lauret, les danseurs étaient Frederic Franklin, Igor Iouskevitch et Léonide Massine.

## Numéros
Œuvre d'Offenbach entre parenthèses dont est tiré le thème
- Ouverture (d'après La Vie parisienne)
- 1. Allegro brillante (d'après Mesdames de la Halle)
- 2. Polka (d'après Le Voyage dans la Lune)
- 3. Poco allegro - A tempo de ländler (d'après Lischen et Fritzchen)
- 4. Mazurka (d'après Vert-Vert)
- 5. Valse (d'après La Vie parisienne)
- 6. Allegro (d'après La Vie parisienne)
- 7. Polka (d'après La Belle Hélène)
- 8. Valse lente (d'après Orphée aux Enfers)
- 9. Tempo di marcia (d'après Tromb-al-ca-zar)
- 10. Valse moderato (d'après La Belle Hélène)
- 11. Vivo (d'après La Vie parisienne)
- 12. Valse (d'après Les Contes d'Hoffmann)
- 13. Allegro molto (d'après Le Voyage dans la Lune)
- 14. Valse (d'après La Périchole)
- 15. Allegro (Manuel Rosenthal)
- 16. Cancan d'après Orphée aux Enfers et Robinson Crusoé)
- 17. Quadrille (Orphée aux Enfers)
- 18. Allegro (Orphée aux Enfers)
- 19. Allegro moderato
- 20. Allegro (Orphée aux Enfers)
- 21. Allegro (Orphée aux Enfers)
- 22. Vivo (Orphée aux Enfers)
- 23. Barcarolle (d'après Les Contes d'Hoffmann et Les Fées du Rhin)